# 앙주앙섬낮도마뱀붙이
앙주앙 아일랜드 데이 게코(Anjouan Island day gecko)라 불리는 앙주앙섬낮도마뱀붙이(Phelsuma v-nigra anjouanensis)는 주행성을 띄는 덩치작은 도마뱀붙이류의 한 아종이다. 코모로의 앙주앙섬(en:Anjouan)에 분포하며, 보통 바나나나무, 야자수 따위의 나무나 아가베 따위의 덤불, 혹은 지면에서 살아간다. 다양한 곤충 따위의 무척추동물 혹은 부드럽고 달달한 과일, 꽃가루, 꽃꿀을 먹는다.

## 형태
이 도마뱀은 꼬리까지 최대 11 cm에 달하여 제일 작은 낮도마뱀붙이류에 속한다. 몸은 밝은 녹색을 띄며, 주둥이에는 붉은색 v자무늬, 눈 사이에는 붉은 줄무늬가 있다. 등에는 수많은 작은 적갈색 점들과 그물 모양의 무늬가 있다. 목에는 희미한 v자 무늬가 있다. 아래는 회색이다.

## 사육
이 종은 식물이 무성한 큰 테라리움에서 짝을 지어 키워야 한다. 온도는 낮에는 28-30 °C, 밤에는 24-26 °C를 유지해야 하고, 습도는 너무 높으면 안 된다. 사육 시에는 귀뚜라미, 시판 과일 사료, 벌집나방(en:wax moth) 애벌레, 초파리, 밀웜, 집파리를 먹일 수 있다.